# Sonsón
Sonsón – miasto w Kolumbii, w departamencie Antioquia.